# Mig og så Harry
"Mig og så Harry" er en sang af den danske gruppe Shu-bi-dua og er fra deres fjerde album, Shu-bi-dua 4. Nummeret er helt igennem skrevet af Shu-bi-dua selv, dog med inspiration fra Blue Swede’s udgave af "Hooked on a Feeling" (1974) med ‘Huk-a-chaka’ kordelen og fra det amerikanske funk-band Redbone. Ifølge Michael Hardinger var trommeslager Bosse Hall Christensen en særlig drivkraft under tekstskrivningen.
"Mig og så Harry" handler om to europæere, der er på rejse i en afrikansk ørken og møder en flok kannibaler, idet de to rejsende slår lejr for natten: "Så blev der skålet, henne ved bålet, det er Ali der runder de 30 [år], Ali vil smage en føssøseldaskage, og så gloede de alle på Harry". Kannibalerne slår herefter Harry ihjel, bager ham i ovnen og forvandler Harry til en kage. Teksten er ikke alvorlig ment, men regnes blandt gruppens fans som værende "syret og sjov".

## Hundejg
Et meget omtalt udtryk i sangen, er ordet "Hundejg": "Vi sku' ned, og fange en Hundejg, en Hundejg med hår på, og fødder den går på, og den bor i den dybeste tavshed", lyder det i første vers. Sprogforskere fra Danske Studier har diskuteret, hvorvidt der er tale om en omskrivning af bilfirmanavnet Hyundai, men bilmærket blev først lanceret i Danmark i 1992, så det har formentlig været ukendt i den brede offentlighed. Det er dog muligt, at Shu-bi-dua allerede har haft kendskab til det koreanske bilmærke, 15 år før bilen kom ind på det danske marked. Af uvisse årsager slår bandet over i fynsk dialekt i slutningen af sangen: "Moralen er ty'lig, men styg og modby'lig", men iagttagere ser det som en reference til Dirch Passers sproglige replikker og til den danske kulturarv.

## Udgivelsen og gennem årene
"Mig og så Harry" udkom sammen med den øvrige del af 4'eren i juli 1977 og var især på sætlisten i gruppens tidlige år. Senere i bandets karriere er den ikke blevet spillet så ofte, men optræder dog på livealbummet Live og glade dage (1994).

## Medvirkende
- Michael Bundesen: Sang
- Michael Hardinger: Guitar, kor
- Claus Asmussen: Guitar, kor
- Jens Tage Nielsen: Klaver, el-orgel, kor
- Bosse Hall Christensen: trommer, kor
- Niels Grønbech: Bas